# Sherly Jeudy
Sherly Jeudy, née le 13 octobre 1998 à Léogâne à Haïti, est une footballeuse internationale haïtienne évoluant au poste d'attaquante ou de milieu offensif au RC Lens.

## Biographie

### Carrière en club
Alors qu'elle évolue à l'Académie Camp-Nous, elle est repérée par Michael Collat, DG du FF Issy-les-Moulinaux, club de Division 2 française. Elle quitte alors son pays pour effectuer un stage en France au FF Issy début 2018 pendant trois mois. Elle joue deux matchs avec le club isséen. Elle retourne finalement ensuite dans son pays pour jouer à l'Anacaona SC. En décembre, elle se qualifie avec son équipe pour la finale du championnat national, la Coupe du Parlement. Elle domine notamment le classement des buteuses de cette compétition.
En avril 2019, elle rejoint Santiago Morning au Chili mais résilie son contrat trois mois plus tard après avoir jugé le climat non propice pour une réelle adaptation. Elle retourne ainsi à Anacaona.
Après un essai en janvier 2020, elle signe en février au FC Nantes évoluant en D2. Elle inscrit son premier but avec le club nantais le 13 septembre 2020 contre l'AS Nancy-Lorraine.

### Carrière en sélection
Sherly Jeudy évolue en 2017 et 2018 avec la sélection haïtienne des moins de 20 ans (en), elle marque notamment le but qualificatif de son équipe pour la Coupe du monde U20 se déroulant en France.
Elle est appelée en équipe nationale d'Haïti depuis 2015 et participe notamment aux différents matchs de qualifications pour les compétitions internationales, mais aussi aux 2018 CFU Women's Challenge Series (en) où elle inscrit trois buts.

## Statistiques
| Saison                | Club                  | Championnat           | Championnat | Championnat | Coupe(s) nationale(s) | Coupe(s) nationale(s) | Total | Total |
| Saison                | Club                  | Division              | M.          | B.          | M.                    | B.                    | M.    | B.    |
| 2017-2018             | FF Issy               | Division 2            | 2           | 0           | -                     | -                     | 2     | 0     |
| Sous-total            | Sous-total            | Sous-total            | 2           | 0           | -                     | -                     | 2     | 0     |
| 2019-2020             | FC Nantes             | Division 2            | 2           | 0           | -                     | -                     | 2     | 0     |
| 2020-2021             | FC Nantes             | Division 2            | 5           | 2           | -                     | -                     | 5     | 2     |
| Sous-total            | Sous-total            | Sous-total            | 7           | 2           | -                     | -                     | 7     | 2     |
| 2021-2022             | Grenoble Foot         | Division 2            | 17          | 7           | 3                     | 1                     | 20    | 8     |
| 2022-2023             | Grenoble Foot         | Division 2            | 15          | 3           | 1                     | 0                     | 16    | 3     |
| Sous-total            | Sous-total            | Sous-total            | 32          | 10          | 4                     | 1                     | 36    | 11    |
| 2023-2024             | RC Lens               | Division 2            | -           | -           | -                     | -                     | 0     | 0     |
| Total sur la carrière | Total sur la carrière | Total sur la carrière | 41          | 12          | 4                     | 1                     | 45    | 13    |

### En sélection

#### Matchs internationaux
Le tableau suivant liste les rencontres de l'équipe d'Haïti dans lesquelles Sherly Jeudy a été sélectionnée depuis le 21 août 2015 jusqu'à présent.